# Lebrija
Lebrija é um município e uma cidade da Espanha na província de Sevilha, comunidade autónoma da Andaluzia, de área 372 km² com população de 25614 habitantes (2007) e densidade populacional de 65,84 hab/km².
A cidade situa-se nas margens do rio Guadalquivir; os arredores são ricos em cereais, algodão, beterraba, vinhas, oliveiras e frutas diversas.

## Demografia
| Variação demográfica do município entre 1991 e 2004 | Variação demográfica do município entre 1991 e 2004 | Variação demográfica do município entre 1991 e 2004 | Variação demográfica do município entre 1991 e 2004 |
| --------------------------------------------------- | --------------------------------------------------- | --------------------------------------------------- | --------------------------------------------------- |
| 1991                                                | 1996                                                | 2001                                                | 2004                                                |
| 28738                                               | 23833                                               | 24121                                               | 24677                                               |